# Challenger Cup de Voleibol Feminino de 2024
A Challenger Cup de Voleibol Feminino de 2024 foi a quinta e última edição deste torneio anual com promoção da Federação Internacional de Voleibol (FIVB) para a Liga das Nações. O torneio foi sediado em Manila, Filipinas, de 4 a 7 de julho.

## Equipes participantes
As seguintes seleções foram qualificadas para a Challenger Cup de 2024.
| Equipe     | Confederação | Qualificação                               | Qualificação                               | Última participação |
| ---------- | ------------ | ------------------------------------------ | ------------------------------------------ | ------------------- |
| Filipinas  | AVC          | País-sede                                  | País-sede                                  | Estreante           |
| Porto Rico | NORCECA      | Campeão das Qualificatórias da NORCECA     | Campeão das Qualificatórias da NORCECA     | 2022                |
| Argentina  | CSV          | Melhor ranqueado                           | CSV                                        | 2019                |
| Quênia     | CAVB         | Melhor ranqueado                           | CAVB                                       | 2023                |
| Vietnã     | AVC          | Campeão da Challenge Cup Asiática de 2024  | Campeão da Challenge Cup Asiática de 2024  | 2023                |
| Suécia     | CEV          | Campeão da Liga Europeia Ouro de 2024      | Campeão da Liga Europeia Ouro de 2024      | 2023                |
| Chéquia    | CEV          | Vice-campeão da Liga Europeia Ouro de 2024 | Vice-campeão da Liga Europeia Ouro de 2024 | 2022                |
| Bélgica    | CEV          | Melhor ranqueado da FIVB                   | Melhor ranqueado da FIVB                   | 2022                |

## Regulamento
O torneio foi disputado em sistema eliminatório, em partidas únicas, composto por quartas de final, semifinais, disputa pelo terceiro lugar e final. A seleção anfitriã do torneio teve vaga garantida para o torneio e ficou na primeira posição. As sete equipes restantes foram alocadas da 2ª à 8ª posição de acordo com o ranking mundial da FIVB em 17 de junho de 2024.
Os perdedores das quartas de final foram eliminados e ordenados de 5º a 8º na classificação final de acordo com os critérios de desempate entre as equipes.
A equipe campeã garantiu vaga para a Liga das Nações de 2025.

## Local das partidas
| Manila, Filipinas    |
| Estádio Ninoy Aquino |
| -------------------- |
|                      |
| Capacidade: 6 000    |

## Resultados
|  | Quartas de final | Quartas de final |            |   | Semifinais     | Semifinais     |  |  | Final | Final |
|  |                  |                  |            |   |                |                |  |  |       |       |
|  | 5 de julho       |                  |            |   |                |                |  |  |       |       |
|  |                  |                  |            |   |                |                |  |  |       |       |
|  | Filipinas        | 0                |            |   |                |                |  |  |       |       |
|  | Filipinas        | 0                | 6 de julho |   |                |                |  |  |       |       |
|  | Vietnã           | 3                |            |   |                |                |  |  |       |       |
|  | Vietnã           | 3                | Vietnã     | 0 |                |                |  |  |       |       |
|  | 5 de julho       |                  | Vietnã     | 0 |                |                |  |  |       |       |
|  |                  | Chéquia          | 3          |   |                |                |  |  |       |       |
|  | Chéquia          | Chéquia          | 3          | 3 |                |                |  |  |       |       |
|  | Chéquia          |                  | 7 de julho | 3 |                |                |  |  |       |       |
|  | Argentina        | 0                |            |   |                |                |  |  |       |       |
|  | Argentina        | 0                | Chéquia    | 3 |                |                |  |  |       |       |
|  | 4 de julho       |                  | Chéquia    | 3 |                |                |  |  |       |       |
|  |                  | Porto Rico       | 1          |   |                |                |  |  |       |       |
|  | Bélgica          | Porto Rico       | 1          | 3 |                |                |  |  |       |       |
|  | Bélgica          | 6 de julho       |            | 3 |                |                |  |  |       |       |
|  | Suécia           | 0                |            |   |                |                |  |  |       |       |
|  | Suécia           | 0                | Bélgica    | 0 |                |                |  |  |       |       |
|  | 4 de julho       |                  | Bélgica    | 0 |                |                |  |  |       |       |
|  |                  | Porto Rico       | 3          |   | Terceiro lugar | Terceiro lugar |  |  |       |       |
|  | Porto Rico       | Porto Rico       | 3          | 3 | Terceiro lugar | Terceiro lugar |  |  |       |       |
|  | Porto Rico       |                  | 7 de julho | 3 |                |                |  |  |       |       |
|  | Quênia           | 0                |            |   |                |                |  |  |       |       |
|  | Quênia           | 0                | Vietnã     | 3 |                |                |  |  |       |       |
|  |                  |                  |            |   |                |                |  |  |       |       |
|  | Bélgica          | 1                |            |   |                |                |  |  |       |       |
|  | Bélgica          | 1                |            |   |                |                |  |  |       |       |

- Todas as partidas seguem o horário local (UTC+8).

### Quartas de final
| Data  | Hora  |            | Placar |           | Set 1 | Set 2 | Set 3 | Set 4 | Set 5 | Total | Relatório |
| ----- | ----- | ---------- | ------ | --------- | ----- | ----- | ----- | ----- | ----- | ----- | --------- |
| 4 jul | 15:00 | Porto Rico | 3–0    | Quênia    | 25–20 | 25–19 | 27–25 |       |       | 77–64 | Relatório |
| 4 jul | 18:30 | Bélgica    | 3–0    | Suécia    | 25–16 | 25–23 | 25–22 |       |       | 75–61 | Relatório |
| 5 jul | 15:00 | Chéquia    | 3–0    | Argentina | 25–15 | 25–22 | 25–16 |       |       | 75–53 | Relatório |
| 5 jul | 18:30 | Filipinas  | 0–3    | Vietnã    | 14–25 | 22–25 | 21–25 |       |       | 57–75 | Relatório |

### Semifinais
| Data  | Hora  |         | Placar |            | Set 1 | Set 2 | Set 3 | Set 4 | Set 5 | Total | Relatório |
| ----- | ----- | ------- | ------ | ---------- | ----- | ----- | ----- | ----- | ----- | ----- | --------- |
| 6 jul | 15:00 | Bélgica | 0–3    | Porto Rico | 19–25 | 15–25 | 16–25 |       |       | 50–75 | Relatório |
| 6 jul | 18:30 | Vietnã  | 0–3    | Chéquia    | 19–25 | 14–25 | 19–25 |       |       | 52–75 | Relatório |

### Terceiro lugar
| Data  | Hora  |        | Placar |         | Set 1 | Set 2 | Set 3 | Set 4 | Set 5 | Total | Relatório |
| ----- | ----- | ------ | ------ | ------- | ----- | ----- | ----- | ----- | ----- | ----- | --------- |
| 7 jul | 15:00 | Vietnã | 3–1    | Bélgica | 25–23 | 23–25 | 25–20 | 25–17 |       | 98–85 | Relatório |

### Final
| Data  | Hora  |         | Placar |            | Set 1 | Set 2 | Set 3 | Set 4 | Set 5 | Total | Relatório |
| ----- | ----- | ------- | ------ | ---------- | ----- | ----- | ----- | ----- | ----- | ----- | --------- |
| 7 jul | 18:30 | Chéquia | 3–1    | Porto Rico | 25–23 | 25–20 | 18–25 | 25–18 |       | 93–86 | Relatório |

## Classificação final
| Campeão | Vice-campeão | Terceiro lugar |
| Chéquia Ema Kneiflová · Silvie Pavlová · Helena Havelková · Magdalena Bukovská · Ela Koulisiani · Daniela Digrinová · Kateřina Valková · Veronika Dostálová · Magdaléna Jehlářová · Michaela Mlejnková · Klára Faltínová · Květa Grabovská · Gabriela Orvošová · Monika Brancuská | Porto Rico Destiny Walker · Shara Venegas · Valeria León · Wilmarie Rivera · Jennifer Nogueras · Diana Reyes · Neira Ortiz · Stephanie Rivera · Paola Santiago · Decelise Champion · Alba Hernández · Grace López · | Vietnã Nguyễn Thị Trà My · Trần Thị Thanh Thúy · Lê Thị Yến · Lê Thanh Thúy · Nguyễn Thị Bích Tuyền · Hoàng Thị Kiều Trinh · Nguyễn Khánh Đang · Võ Thị Kim Thoa · Nguyễn Thị Trinh · Vi Thị Như Quỳnh · Phạm Thị Hiền · Đoàn Thị Lâm Oanh · Trần Tú Linh · Đinh Thị Trà Giang |

| 4 | Bélgica   |
| 5 | Quênia    |
| 6 | Suécia    |
| 7 | Filipinas |
| 8 | Argentina |

Fonte: Volleyball World